# EU-Woche für nachhaltige Energie
Die EU-Woche für nachhaltige Energie (englisch: EU Sustainable Energy Week – EUSEW) ist eine seit 2008 jährlich stattfindende europaweite Veranstaltungsreihe, die konkrete Beispiele zur Einsparung von Energie vorstellt. Die EU-Woche ist der Höhepunkt der Kampagne "Nachhaltige Energie für Europa", bei der Projekte in den Bereichen Energieeffizienz und erneuerbare Energien vorgestellt werden. Ausrichter ist die Exekutivagentur für Wettbewerbsfähigkeit und Innovation im Auftrag der Generaldirektion Energie der Europäischen Kommission.
Die EUSEW findet 2011 zwischen dem 11. und 15. April 2011 mit mehr als 30 000 Teilnehmern in 43 Ländern statt. In Deutschland sind 38 Veranstaltungen geplant.
2010 fand die EU-Woche zum Thema „Entkarbonisierung der europäischen Energie“ statt.